# Борзов Найк Володимирович
Борзов Найк Володимирович (ім'я при народженні Барашко Микола Володимирович) — російський рок-музикант, співак, автор пісень, відомий під псевдонімом «Найк Борзов». Є засновником і лідером панк-групи «Інфекція», проте в широких колах більше відомий своєю сольною творчістю.
Народився 23 травня 1972 року в місті Дворець Вілейського району Білорусі, але 1977 року сім'я переїхала до міста Видне Московської області.
1986 року організував панк-рок гурт «Інфекція», який проіснував до 1992 року.
Найвідомішими хітами співака стали пісні «Маленькая лошадка», «Три слова», «Верхом на звезде».

## Громадянська позиція
В квітні 2017 року виступав у окупованих Сімферополі та Севастополі. Зважаючи на це, запланований 2 липня 2017-го концерт у Києві було скасовано, а співакові заборонено в'їзд до України.

## Дискографія

### Студійні альбоми
- 1992 — Погружение
- 1994 — Закрыто
- 1997 — Головоломка
- 2000 — Супермен
- 2002 — Заноза
- 2010 — Изнутри
- 2014 — Везде и нигде
- 2016 — Молекула
- 2020 — Капля крови создателя

### Відео
- DVD 10 — збірник кліпів, знятих з 1999 по 2005 рік
- DVD 13 — додатковий список кліпів (2009)
- «Наблюдатель» — автофільм (2010 — …)

### Сингли
- «Лошадка» (2000)
- «NUS in Am» (2001)
- «RADI LUBVI» (2004)
- Саундрек до аудіокниги «Страх и отвращение» (2009)
- Сингл «Радоваться» (2010)